# Perledo

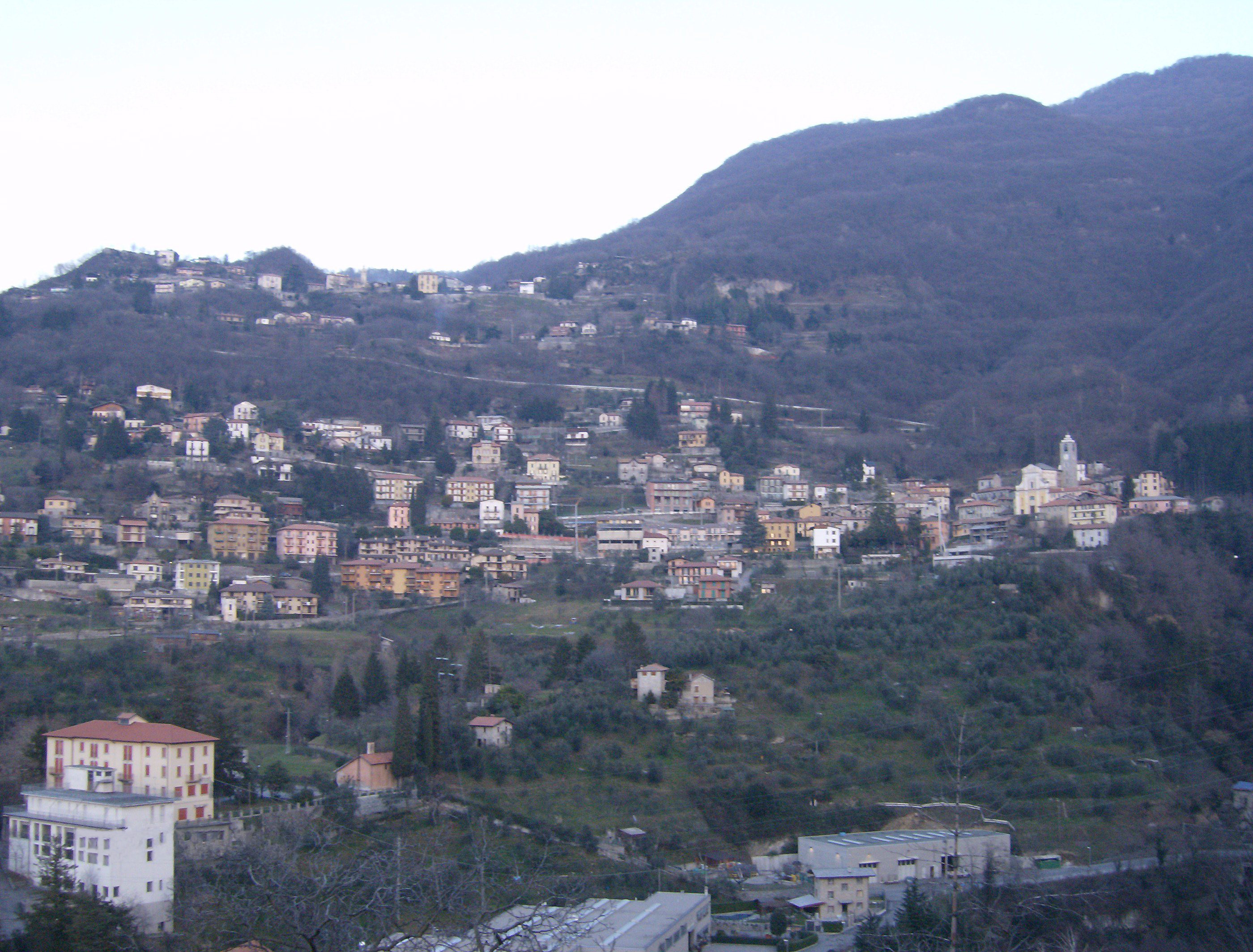
Perledo

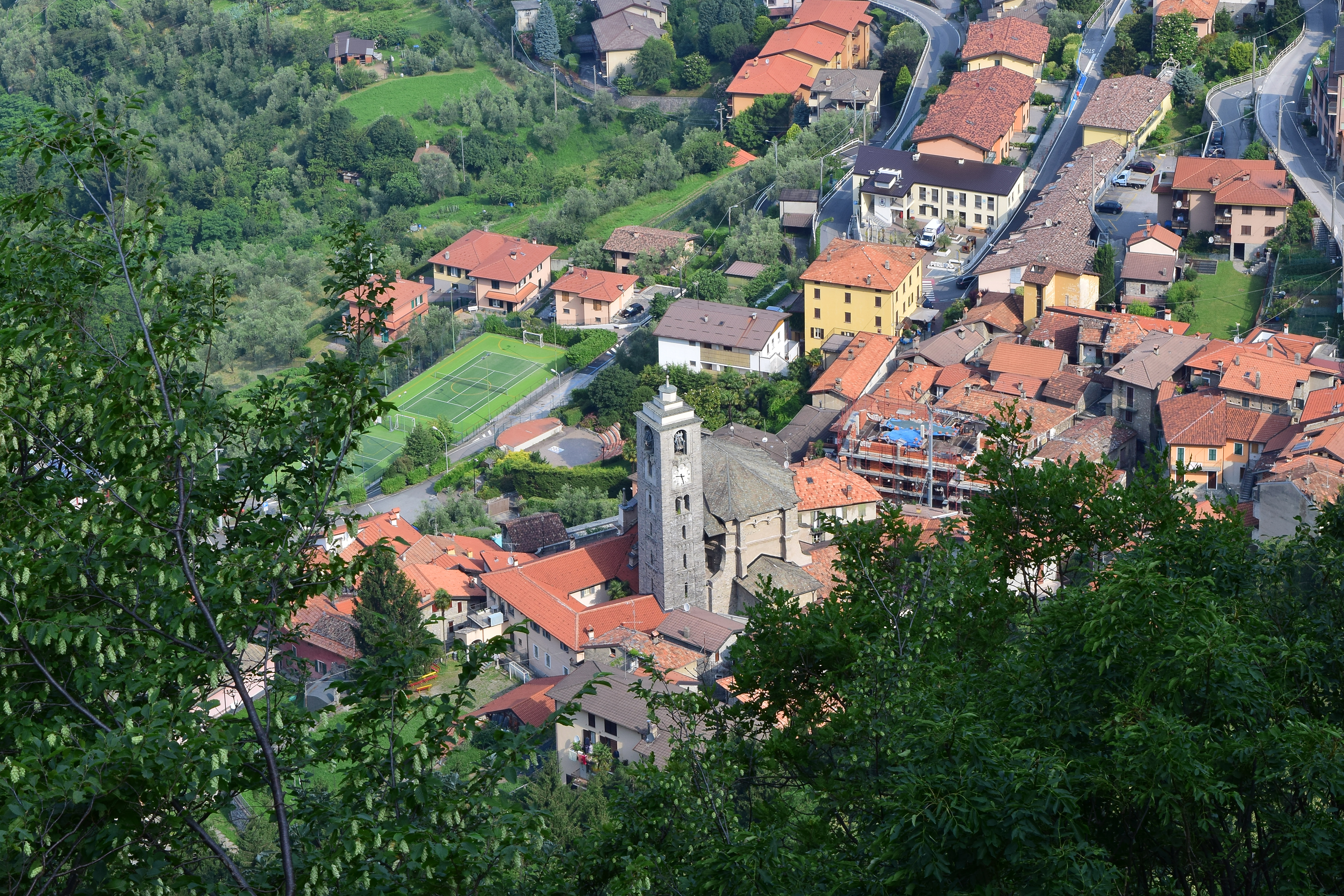
Kirche Sant’Antonio Abate

Perledo ist eine Gemeinde in der Provinz Lecco in der italienischen Region Lombardei mit 841 Einwohnern (Stand 31. Dezember 2023).

## Geographie
Perledo liegt etwa 20 km nordwestlich der Provinzhauptstadt Lecco und 60 km nördlich der Millionen-Metropole Mailand.
Zur Gemeinde gehören die folgenden Fraktionen: Tondello, Olivedo, Vezio, Regolo, Bologna, Gisazio, Regoledo, Cestaglia, Gittana, Gittana, Portone, Panighetto.
Die Nachbargemeinden sind Bellano, Esino Lario, Menaggio (CO), Parlasco, San Siro (CO) und Varenna.

## Geschichte
Perledo war ursprünglich ein bescheidenes Dorf, das mit Varenna verbunden war und bereits im Jahr 769 erwähnt wurde. Im 12. Jahrhundert wurde die alte Pieve von Varenna, die Perledo, Regoledo, Bologna, Gisazio, Gittana, Regolo, Tondello, Vezio und Esino umfasste, aufgeteilt und blieb mit der Gemeinde Valsassina verbunden. Bei der Teilung des Territoriums blieb die Burg von Vezio in Varenna. Im Jahr 1395 wurde es Teil des Herzogtums Mailand. Das Gebiet von Perledo, ehemals Monte di Varenna, gehörte zunächst der Familie Della Torre, dann der Familie Visconti und wurde 1395 Teil des Herzogtums Mailand, das weiterhin der Gerichtsbarkeit des Heiligen Römischen Reiches unterstand.
Im Jahr 2013 wurden zwei nicht explodierte Bomben auf dem Monte Sant’Ambrogio gefunden, wo sich die Ruinen eines dem Heiligen geweihten Oratoriums befinden.

## Bevölkerungsentwicklung

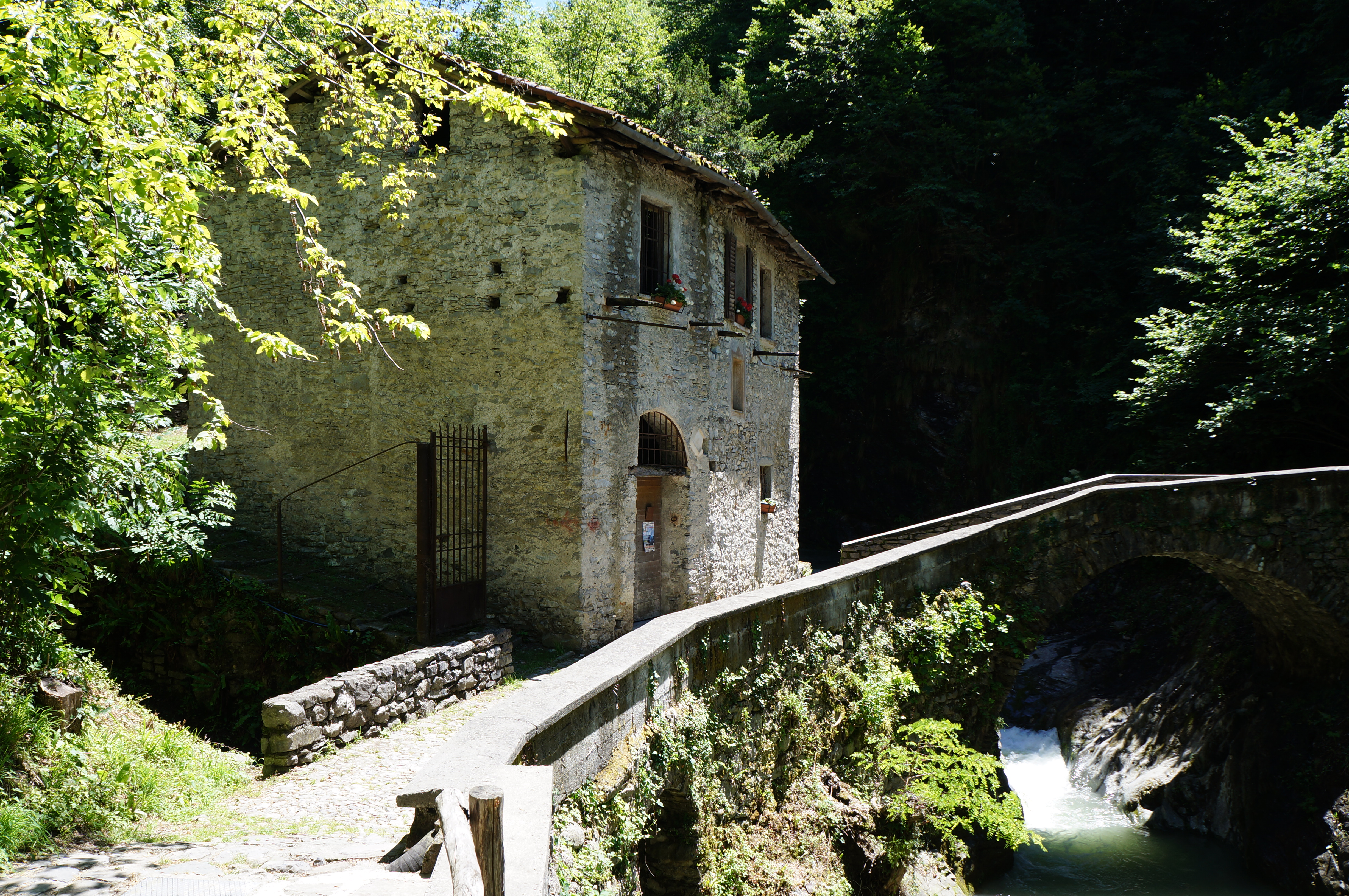
Mulino (16. Jahrhundert)

| Bevölkerungsentwicklung | Bevölkerungsentwicklung | Bevölkerungsentwicklung | Bevölkerungsentwicklung | Bevölkerungsentwicklung | Bevölkerungsentwicklung | Bevölkerungsentwicklung | Bevölkerungsentwicklung | Bevölkerungsentwicklung | Bevölkerungsentwicklung | Bevölkerungsentwicklung | Bevölkerungsentwicklung | Bevölkerungsentwicklung | Bevölkerungsentwicklung |
| ----------------------- | ----------------------- | ----------------------- | ----------------------- | ----------------------- | ----------------------- | ----------------------- | ----------------------- | ----------------------- | ----------------------- | ----------------------- | ----------------------- | ----------------------- | ----------------------- |
| Jahr                    | 1861                    | 1871                    | 1881                    | 1911                    | 1931                    | 1951                    | 1961                    | 1971                    | 1981                    | 1991                    | 2001                    | 2011                    | 2022                    |
| Einwohner               | 1209                    | 1181                    | 1076                    | 1169                    | 1127                    | 1196                    | 1076                    | 1134                    | 885                     | 820                     | 874                     | 1035                    | 861                     |
| Quelle: ISTAT           |                         |                         |                         |                         |                         |                         |                         |                         |                         |                         |                         |                         |                         |

## Feste & Sehenswürdigkeiten
- Kirche San Martino di Tours, bereits Ende des 13. Jahrhunderts als Pfarrkirche erwähnt und ursprünglich im romanischen Stil erbaut (wahrscheinlich Ende des 11. Jahrhunderts), der im unteren Teil des Glockenturms noch erhalten ist.[2] und Fest des Ortspatrons Martin von Tours am 11. November
- Kirche San Giovanni Battista im Ortschaft Regolo, von alter Gründung, aber im 17. Jahrhundert umgebaut.
- Kirche Santi apostoli Pietro e Paolo im Tondello.
- Kirche San Bernardo im Bologna, aus dem Jahr 1419 mit einem Altarbild aus dem Jahr 1609 von Giovanni Battista Fumeo (eine Madonna mit Kind und den Heiligen Thaddäus und Bernhard, die den Teufel austreiben). Im Inneren befinden sich auch die Statuen des Heiligen Maurus und des Heiligen Antonius.
- Kirche Sant’Antonio abate im Vezio, die 1570 neu gegründete Kirche bewahrt ein Fresko aus dem Jahr 1458 (ein Triptychon, das eine Madonna mit Kind zwischen den Heiligen Martin und Antonius darstellt).[3]
- Kirche San Lorenzo im Regoledo, im Inneren eine Statue des Heiligen Fermo und ein Altarbild aus dem 17. Jahrhundert mit der Madonna mit Kind von Giovanni Battista Fumeo, einem Maler aus Regoledo.[4]
- Wallfahrtskirche Beata Vergine delle Grazie im Gittana.
- Grand Hotel Terme di Regoledo.[5]
- Schloss Vezio. Im Weiler Vezio gibt es eine Befestigung, die fälschlicherweise als Burg bezeichnet wird und aus einer Umfassungsmauer, einem zentralen Turm mit einer eisernen Innentreppe, einer Zugbrücke und einem kleineren Turm auf der Südseite besteht. Unter dem Turm befinden sich Stollen, die angeblich während des Zweiten Weltkriegs benutzt wurden. Das Gelände befindet sich in Privatbesitz (Familie Greppi). Sie kann von Touristen gegen Zahlung eines Eintrittsgeldes besichtigt werden (für Einwohner kostenlos). Seit den 2000er Jahren beherbergt das Gebäude einen Greifvogel-Übungsplatz mit Falknereivorführungen (für nicht-jagdliche Zwecke), genauer gesagt mit Falknerei-Shows.
- In den Ortsteilen Bologna und Regolo befinden sich einige befestigte Häuser aus der Zeit der Visconti.
- Alte Mühle, eines der interessantesten zivilen Bauwerke, das nicht mehr genutzt wird, aber kürzlich für touristische und kulturelle Zwecke aufgewertet wurde, ist die alte Mühle in der Nähe des Baches Esino am Sentiero del Viandante (Wanderweg) in Campallo. Sie wurde im 16. Jahrhundert erbaut, um der Gemeinde Perledo bei der Herstellung von Mehl, insbesondere von Buchweizen- und Kastanienmehl, zu helfen, und war bis in die Nachkriegszeit in Betrieb.

## Persönlichkeiten
- Silvestro Festorazzi (1819–1897), Hauptmann der Konföderierten Armee im Sezessionskrieg
- Umberto Notari (1878–1950), Schriftsteller, Verleger
- Piero Martines (1896–1942), Fußballspieler
- Gino Negri (1919–1991), Musiker, Komponist
- Franco Festorazzi (1928–2021), Erzbischof von Ancona-Osimo
- Franco Faggi (1926–2016), Ruder-Olympiasieger